# Tipula (Lunatipula) melanothrix
Tipula (Lunatipula) melanothrix is een tweevleugelige uit de familie langpootmuggen (Tipulidae). De soort komt voor in het Palearctisch gebied.